# Loi de Grimm
Pour les articles homonymes, voir Grimm.
Cette page contient des caractères spéciaux ou non latins. S’ils s’affichent mal (▯, ?, etc.), consultez la page d’aide Unicode.

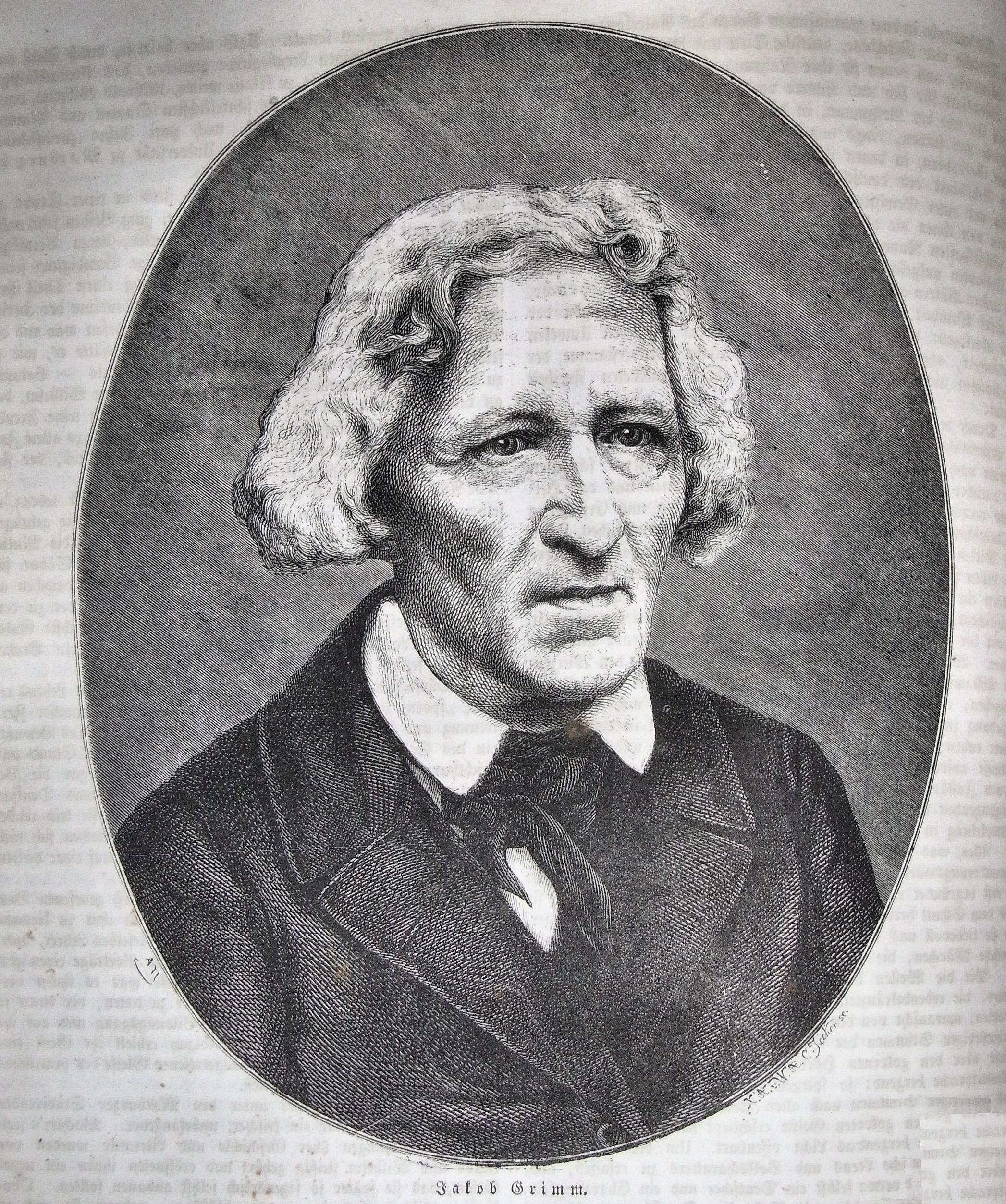
Jacob Grimm.

La loi de Grimm, également appelée première mutation consonantique, est une loi de phonétique historique qui décrit l'évolution des consonnes occlusives du proto-germanique, l'ancêtre des actuelles langues germaniques, à partir de celles de l'indo-européen commun, au cours du Ier millénaire av. J.-C.
Cette loi doit son nom au philologue allemand Jacob Grimm, qui est le premier à l'avoir décrite systématiquement en 1822. Certains principes avaient toutefois été mis en évidence par Rasmus Rask quelques années auparavant. Elle constitue la première tentative réussie de rationalisation des phénomènes d'évolution phonétique en diachronie, en posant des équivalences systématiques entre les phonèmes d'une langue indo-européenne et celles d'une autre : c'est, de fait, la première loi linguistique établie. Les exceptions à la loi de Grimm, suffisamment nombreuses pour que son caractère systématique puisse être remis en question, ont été normalisées quelques décennies plus tard avec la découverte de la loi de Verner.
Une évolution similaire a touché l'arménien, un autre descendant de l'indo-européen commun, mais n'appartenant pas à la famille des langues germaniques.

## Mutations phonétiques
Les mutations phonétiques décrites par cette loi sont profondes et ont redessiné entièrement le système phonologique des occlusives dans les langues concernées : 
| [ɸ] (f) | [θ] (þ) | [x] (χ) | [xʷ] (χʷ) | *p  | *t  | *k / *ḱ   | *kʷ  | [h] | [tʰ] (tʿ) | [s]      | [kʰ] |
| [p]     | [t]     | [k]     | [kʷ]      | *b  | *d  | *g / *ǵ   | *gʷ  | [p] | [t]       | [ts] [c] | [k]  |
| [b]     | [d]     | [g]     | [gʷ]      | *bʰ | *dʰ | *gʰ / *ǵʰ | *gʷʰ | [b] | [d]       | [dz] (j) | [g]  |

Notes : la notation suit celle de l'API ; les caractères entre parenthèses sont ceux que l'on utilise traditionnellement en philologie pour les langues concernées (transcription des langues germaniques). Les occlusives *p, *t et *k appuyées par *s ne sont pas concernées : *sp reste [sp].
L'on note de plus qu'en germanique commun ne sont concernés que les modes et non les points d'articulation : un phonème bilabial le reste. L'on peut résumer cette mutation ainsi : 
- les occlusives sourdes deviennent des fricatives sourdes : spirantisation ;
- les occlusives sonores deviennent des occlusives sourdes : dévoisement ;
- les occlusives sonores aspirées deviennent des occlusives sonores simples : déaspiration. Cette dernière modification, cependant, n'est pas isolée et rares sont les langues indo-européennes à avoir conservé les aspirées héritées ; de fait, cette mutation seule ne constitue pas une particularité du germanique et de l'arménien.

Ces phonèmes ont pu par la suite évoluer différemment, surtout s'ils ont été affectés par la loi de Verner et / ou la seconde mutation consonantique.

## Exemples
- indo-européen *ph₂tḗr « père » : 
  - germanique commun *p > φ > f : gotique fadar, anglais father, vieux haut allemand fater (allemand Vater), néerlandais vader, islandais faðir, danois, suédois fader, etc. ;
  - *p reste [p] en latin pater, grec πατήρ, sanskrit pitr, osque patir, tokharien A pācar, B pācer, etc ;
- i.-e. *déḱm̥t « dix » : 
  - germanique commun *d > t : got. taíhun, angl. ten, néerl. tien, isl. tíu, etc. ;
  - *d reste [d] en latin decem, grec δέκα, sanskrit daśa, vieux slave desętǐ, breton dek, gallois deg, etc. ;
- i.-e. *bʰére- « porter » : 
  - germanique commun *bʰ > b : got. baíran, angl. bear, néerl. beuren, isl. bera, norvégien bære, suéd. bära, etc. ;
  - *bʰ reste tel quel ou se durcit : latin fero ([f] < *bʰ) et grec φέρω ([f] < [ɸ] < [pʰ] < *bʰ), en face du sanskrit bhárati, etc.

## Résumé
- Extension de la loi : germanique commun.
- Chronologie : avant la loi de Verner pour le germanique ;
- Effets (notation abrégée) : 
  - germanique : P, B, Bh > F, P, B / ¬sP ;